# Huh Young-sook
Dans ce nom coréen, le nom de famille,  Huh , précède le nom personnel.
Huh Young-sook, née le 2 juillet 1975 à Jeongeup, est une handballeuse internationale sud-coréenne.
Avec l'équipe de Corée du Sud, elle participe aux Jeux olympiques de 1996, 2000, 2004 et 2008 où elle remporte respectivement deux médailles d'argent (1996 et 2004) et une de bronze (2008).
Lors de la saison 2007-2008, elle rejoint le club danois de KIF Vejen avec lequel elle atteint la finale de la Coupe d'Europe des vainqueurs de coupe en 2010.

## Palmarès

### En sélection
- Jeux olympiques d'été
  - 4e aux Jeux olympiques de 2000 à Sydney,  Australie
  -  aux Jeux olympiques de 2004 à Athènes,  Grèce
- Championnat du monde
  -  Médaille de bronze au Championnat du monde 2003,  Croatie

### En club
compétitions internationales
- finaliste de la Coupe d'Europe des vainqueurs de coupe en 2010 avec KIF Vejen